# 黑龙江属
黑龙江属（学名：Amurotrema），也称黑龙江吸虫属，为双腔科的一个属。

## 下属物种
本属包括以下物种：
- 鲩黑龙江吸虫 Amurotrema dombrowskajae Akhmerov, 1959
- Amurotrema spinibarbi Zhang et al., 1985